# Amaz
Jason Chan (sinh ngày 12 tháng 4 năm 1991), còn được biết đến với biệt danh Amaz, là một người game thủ Hearthstone chuyên nghiệp người Canada gốc Hoa. Sau khi rời khỏi Team Archon, anh hiện đang thi đấu cho NRG. Anh là streamer Hearthstone đầu tiên của Team Liquid và là bình luận viên cho giải đấu Hearthstone World Championship.

## Xuất thân
Chan sinh ra tại Hồng Kông vào ngày 12 tháng 4 năm 1991. Anh chuyển đến Vancouver cùng với mẹ khi đang học lớp 4. Anh được người anh họ giới thiệu với các trò chơi điện tử. Sau khi chơi Warcraft III và World of Warcraft, anh tự nhận đã trở thành một fan cuồng của Blizzard.
Trong thời gian học trung học, Chan và mẹ chuyển về Hồng Kông sống với cha. Lên đại học, anh theo học toán học tại Đại học Waterloo. Năm 2011, mẹ anh qua đời vì căn bệnh ung thư đường ruột, sau đó anh tạm dừng việc học để về với gia đình.

## Sự nghiệp
Năm 2013, Chan bắt đầu sự nghiệp với một công việc văn phòng do người chú giới thiệu tại Hồng Kông. Anh lấy bằng tốt nghiệp và ngay sau đó dạy kèm cho trẻ em về kèn saxophone. Anh cũng đồng thời tham gia phát triển trò chơi Scribe's Arena, được anh lên ý tưởng từ thời trung học.
Chan bắt đầu streaming trên Twitch vào cuối năm 2013, theo gợi ý của một người bạn.

### Hearthstone
Chan là thành viên đầu tiên của Team Liquid. Anh đã giành được giải thưởng "Streamer Hearthstone tuyệt vời nhất của năm" trong các hạng mục bình chọn của Blizzard 2014 Stream Awards. Amaz xếp hạng 2 mục "Trò chuyện tích cực nhất" và hạng 5 mục "Số người xem trung bình cao nhất" cho các trò chơi Blizzard trên Twitch.
Tháng 11 năm 2014, Amaz thành lập Team Archon sau khi rời Team Liquid. Anh ngay lập tức ký hợp đồng với nhà vô địch thế giới Hearthstone tháng 11 của Blizzcon 2014 - James "Firebat" Kostesich.
Amaz tham gia bình luận trong Giải vô địch thế giới Hearthstone 2015 cùng với 2 đồng nghiệp là Kripparrian và Frodan.
Khi bản mở rộng Blackrock Mountain của Hearthstone được ra mắt, Amaz tham gia lồng tiếng một số lá bài cho phiên bản game ngôn ngữ Quảng Đông và Đài Loan.
Vào ngày 6 tháng 9 năm 2016, Amaz rời Team Archon để gia nhập NRG eSports.
Amaz đã sáng tạo giải đấu Amaz Team League Championships (ATLC), được đánh giá là "giải đấu bên thứ ba thành công nhất của Hearthstone." Vào ngày 31 tháng 10 năm 2016, Amaz đã tổ chức khởi động ATLC mùa thứ 2, nhưng phải hủy bỏ sau hai tuần do không đủ kinh phí.

### Magic: The Gathering
Ngoài Hearthstone, Amaz cũng là một game thủ và streamer không thường xuyên của Magic: The Gathering (cùng các phiên bản online của trò chơi là Magic: The Gathering Online và Magic: The Gathering Arena).
Tháng 6 năm 2016, anh được Wizards of the Coast mời thi đấu tại giải đấu Pro Tour Kyoto 2017. Một năm sau, anh lại được mời tham dự Pro Tour Minneapolis 2018. Đội của anh đã lọt vào Top 32 trong sự kiện chính - trong khi bản thân anh đã vào đến trận chung kết giao hữu, chỉ để thua thành viên chiến thắng của Hearthstone Global Games 2017, Stanislav Cifka.
Sau hai lời mời đặc biệt vào năm 2017 và 2018, anh đã tích cực tham gia các sự kiện của Magic, bao gồm 2 lần về đích Top 8 Grand Prix mùa giải 2018–19 (tính đến ngày 1 tháng 5 năm 2019).
Hiện tại, anh được ChannelFireball tài trợ với vai trò streamer và nhà sản xuất video thường xuyên cho Magic: The Gathering Arena.

### Khác
Amaz được người tổ chức giải đấu Pokimane mời tham gia "TFT Thursday", một giải đấu Teamfight Tactics được tổ chức vào ngày 4 tháng 7 năm 2019.